# Straßenbahn Saarbrücken
| Straßenbahn Saarbrücken  | Straßenbahn Saarbrücken |
| ------------------------ | ----------------------- |
| Streckenlänge:           | 74 km                   |
| Spurweite:               | 1000 mm (Meterspur)     |
| Streckengeschwindigkeit: | 50 km/h                 |
|                          |                         |

Die Straßenbahn Saarbrücken verkehrte von 1890 bis 1965 und wurde federführend von der Gesellschaft für Straßenbahnen im Saartal (auch: Saartal AG, abgekürzt: GSS) betrieben.

## Geschichte

### Anfänge (1890–1914)

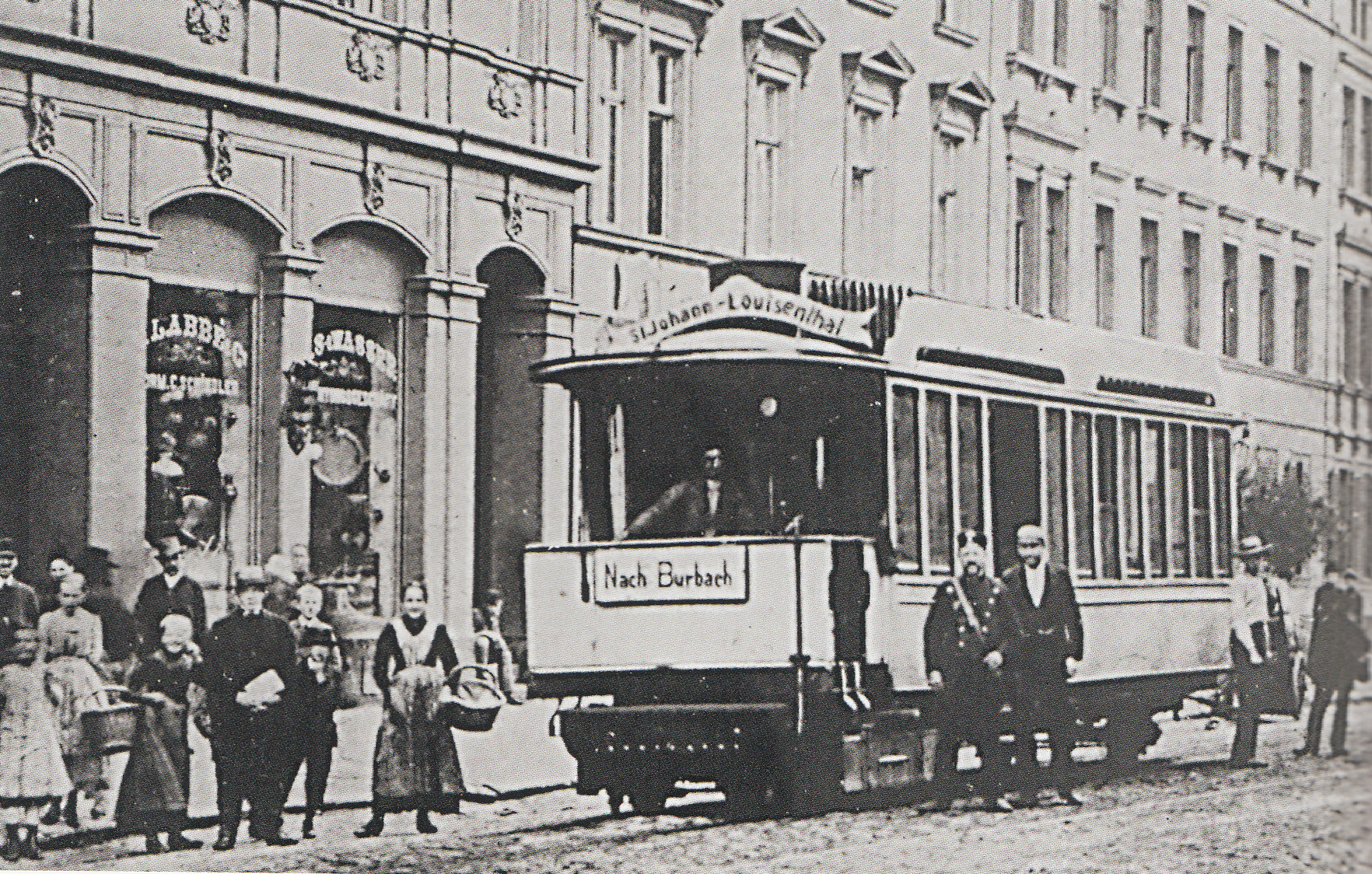
Rowan-Triebwagen der Dampfstraßenbahn, um 1890

Die Straßenbahn in Saarbrücken wurde durch die Localbahn-Bau und Betriebs-Gesellschaft Wilhelm Hostmann & Co. aus Hannover erbaut und am 4. November 1890 als meterspurige Dampfstraßenbahn eröffnet. Die Strecke Luisenthal–Malstatt–St. Johann war damals 8½ Kilometer lang. 1891 löste sich die Betreibergesellschaft auf. Diese ging zunächst in der Firma Vering & Waechter auf, bis deren Inhaber zusammen mit weiteren Investoren 1892 die Saartal AG gründeten. Diese übernahm ab 1893 den Betrieb der Linie.
1893 wurde die Verlängerung zum Halberg eingeweiht, 1899 die Verlängerung nach Brebach. Im Jahr 1899 wurde die Straßenbahn elektrifiziert und die Dampfstraßenbahn auf elektrischen Betrieb umgestellt. Gleichfalls im Jahr 1899 wurden dann die damals selbstständigen Städte St. Johann und Saarbrücken (heute: Alt-Saarbrücken) mit einer elektrischen Straßenbahn über die heutige Luisenbrücke verbunden.
1901 erreichte die Straßenbahn den Bahnhof von St. Johann (heute: Saarbrücken Hauptbahnhof). Ferner wurde in diesem Jahr auch die Strecke nach Friedrichsthal über Jägersfreude, Dudweiler, Sulzbach und Altenwald eröffnet. 1905 wurde die Gesellschaft Straßenbahn St. Johann–Riegelsberg–Heusweiler gegründet, der es vorrangig um den Transport der Bergarbeiter ging. Sie betrieb eine Strecke, die ab 1907 über 13 Kilometer von St. Johann ausgehend die Ortsteile Rastpfuhl und Von der Heydt mit Riegelsberg und Heusweiler verband.

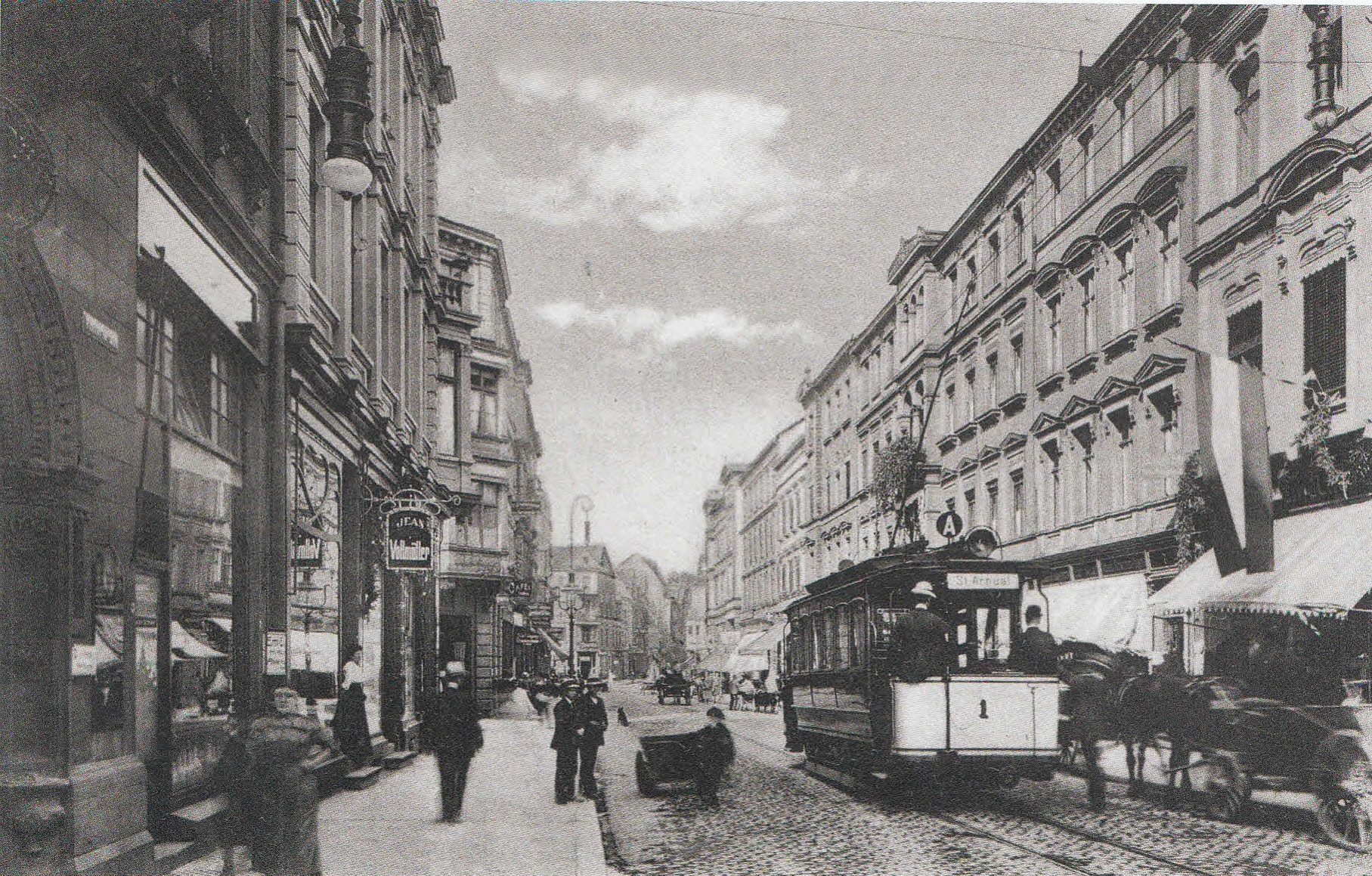
Blick in die Viktoriastraße um 1905 mit Triebwagen Nr. 1

1906 wurde die Strecke nach Sankt Arnual bis zum Forsthaus Sankt Arnual verlängert. Vom Halberg wurde eine Strecke nach Schafbrücke und von Brebach nach Bischmisheim in Betrieb genommen. 1908 wurde Gersweiler an die Straßenbahn angeschlossen. Am 11. Juli 1913 folgte die Überlandstrecke von Brebach über Ensheim und Eschringen nach Ormesheim. Diese wurde von der Saarbrücker Klein- und Straßenbahn AG betrieben.
1908 wurden insgesamt sechs Linien betrieben. 1909 wurden die drei Städte Saarbrücken, St. Johann und Malstatt-Burbach schließlich zu Saarbrücken vereinigt.

### Im Ersten Weltkrieg und Saargebiet (1914–1935)

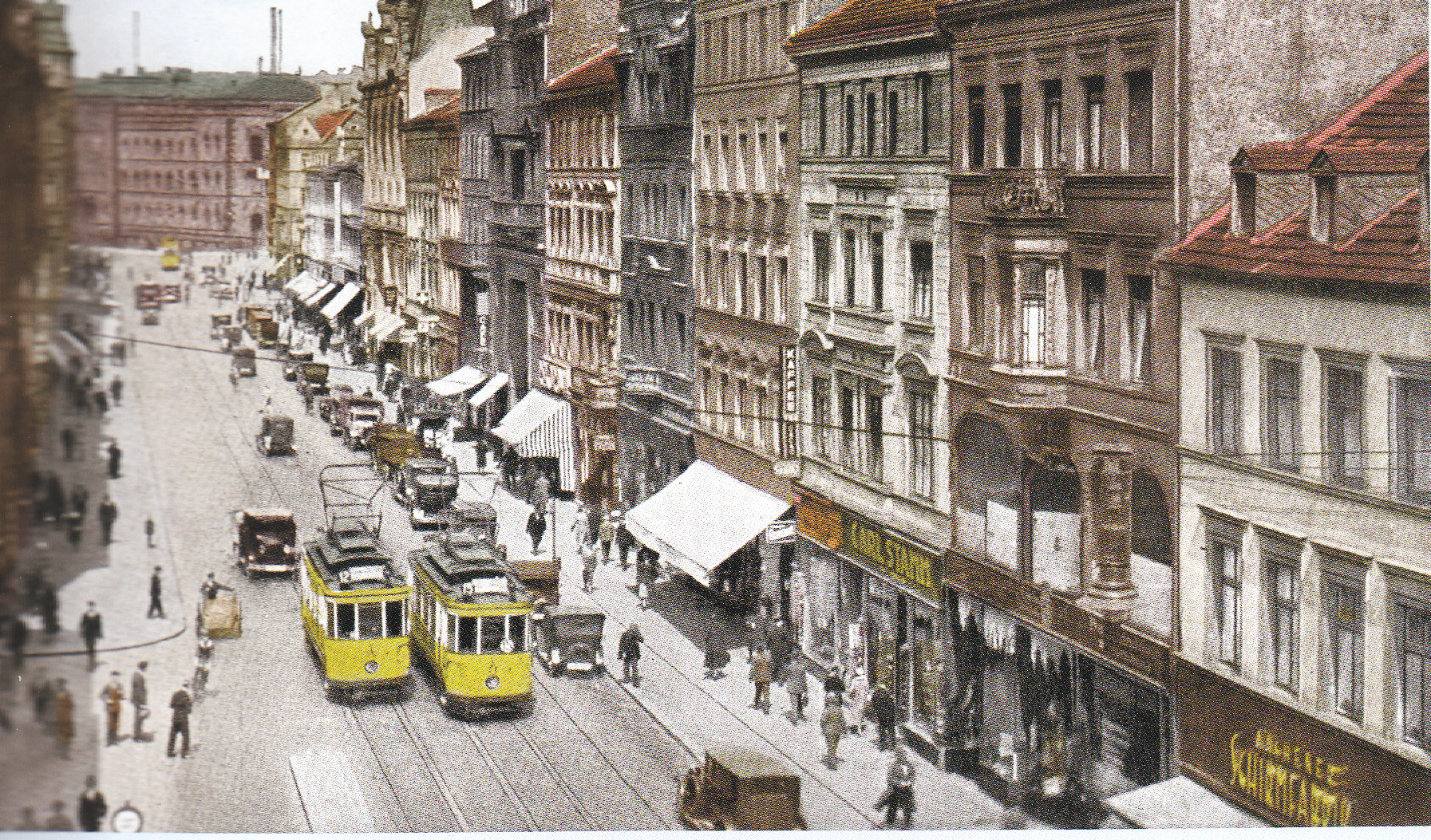
In der Bahnhofstraße treffen sich zwei Triebwagen der Straßenbahn

Im Ersten Weltkrieg wurde kriegsbedingt männliches Personal durch weibliches ersetzt, der Straßenbahnverkehr kam anfangs zum Erliegen. Nach dem Ersten Weltkrieg kam es zum wirtschaftlichen Niedergang der Straßenbahnbetriebe. 1920 übernahm die Stadt Saarbrücken sämtliche Anteile der GSS. 1921 musste die Saartal AG allen Angestellten kündigen, um das Unternehmen neu aufzubauen. Auch der Arbeitskampf führte zu Einschränkungen des Betriebs. Als die Bergarbeiter 1923 in einen hunderttägigen Streik gingen, wurde auf Grund einer totalen Stromsperre der Betrieb eingestellt.
1923 wurden neue Wagen beschafft, die statt mit Rollenstromabnehmern mit Scherenstromabnehmern fuhren. 1929 verlängerte man die Strecke zum Schanzenberg und zum Deutschmühlenweiher. Es bestanden Kooperationen mit der Straßenbahn Völklingen und der Straßenbahn Neunkirchen, später auch mit der Straßenbahn Riegelsberg.
1928 erfuhr das Straßenbahnsystem sein bis dato größtes Ausmaß. Insgesamt fuhren 13 Linien auf einer Streckenlänge von 74 Kilometern.
| Linie | Linienweg |
| ----- | --- |
| 1     | Brebach – Hauptbahnhof – Luisenthal – Völklingen – Ludweiler                                                                    |
| 2     | Gersweiler – Burbach – Hauptbahnhof – Halberg – Schafbrücke                                                                     |
| 3     | Brebach – Hauptbahnhof – Halberg                                                                                                |
| 4     | Burbach – Hauptbahnhof – Halberg                                                                                                |
| 5     | Forsthaus – St. Arnual – Eisenbahnstraße – Neue Brücke – Hauptbahnhof                                                           |
| 6     | Jägersfreude – Kaiser-Friedrich-Brücke – Schanzenberg – Hauptfriedhof – Goldene Bremm                                           |
| 7     | Rotenbühl – Kaiser-Friedrich-Brücke – Jägersfreude – Dudweiler – Sulzbach – Altenwald                                           |
| 8     | Neumarkt – Kaiser-Friedrich-Brücke – Jägersfreude – Dudweiler – Sulzbach – Friedrichsthal                                       |
| 9     | Neumarkt – Kaiser-Friedrich-Brücke – Jägersfreude – Dudweiler – Sulzbach – Friedrichsthal – Elversberg – Spiesen                |
| 11    | Hohenzollern-/Malstatter Straße – Kaiser-Friedrich-Brücke – Rotenbühl                                                           |
| 12    | Saarbrücker Straße – Kaiser-Wilhelm-Brücke – Neumarkt – Kaiser-Friedrich-Brücke – Hauptbahnhof                                  |
| 14    | Hauptbahnhof – Brebach – Fechingen – Eschringen – Ensheim / Ormesheim (betrieben von der Saarbrücker Klein- und Straßenbahn AG) |
| R     | Neumarkt – Neue Brücke – Rastpfuhl – Riegelsberg – Heusweiler (betrieben von der Straßenbahn St. Johann–Riegelsberg–Heusweiler) |

### Zweiter Weltkrieg bis Einstellung (1935–1958)
1935 kam das Saargebiet zurück ins Deutsche Reich. Dies hatte zunächst einen Aufschwung der Region zur Folge und führte zu einer höheren Nachfrage. 1937 übernahm die GSS auch die Riegelsberger Straßenbahn, nachdem zuvor schon die Saarbrücker Klein- und Straßenbahn AG mit der Strecke nach Ensheim und Ormesheim übernommen worden war.
Mit dem Ausbruch des Zweiten Weltkriegs wurde Saarbrücken, das zur roten Zone gehörte, für mehrere Monate vollständig evakuiert. Der reguläre Straßenbahnbetrieb wurde eingestellt, die Linien in den Außenbereichen, die der Blauen Zone zugeordnet waren, wurden weiterhin betrieben. 1940 übernahm die Saarbrücker Straßenbahn die Linie in Forbach, sodass eine durchgängige Linie vom Saarbrücker Hauptbahnhof über Schanzenberg und Goldene Bremm nach Forbach eingerichtet wurde. Dies war nun die maximale Ausdehnung des Straßenbahnnetzes.
Im Oktober 1944 musste auf Grund von Schäden durch die Bombardierung der Stadt der komplette Betrieb eingestellt werden. Zudem sprengten deutsche Truppen sämtliche Brücken, um den Vormarsch der Alliierten aufzuhalten. Neben den Oberleitungen waren auch Wagenhalle und Werkstatt betroffen. Von den ehemals 104 Trieb- und 66 Beiwagen waren bei Kriegsende nur noch vier Wagen unzerstört. Vom Streckennetz waren mehr als sechs Kilometer komplett zerstört. Gegen Ende des Zweiten Weltkriegs kam der Verkehr zum Erliegen.
Ab dem 14. April 1945 fuhr die Linie 9 zwischen Spiesen und Jägersfreude und bis 1949 wurde mit den Linien 1, 2, 3, 5, 7, 8, 9, 9S, 10 und 11 wieder auf zehn Routen in Saarbrücken der Verkehr aufgenommen, wobei die Linie 9S eine Schnelllinie war, die nicht alle Haltestellen bediente.
Zu Beginn der 1950er Jahre wurden die Linien 5 und 10 reaktiviert. 1953 wurde das Messegelände durch die Linie 13 angeschlossen. Am 14. November 1953 ging mit der Linie 10 die zweite Strecke vom Oberleitungsbus Saarbrücken in Betrieb, nachdem schon 1948 die Linie 15 (neue Linie 21) auf O-Bus umgestellt wurde. 1957 wollte die Saartal AG den gleichen Fahrzeugtyp (GT 6 Z) kaufen, wie er neu bei der Bogestra in Bochum/Gelsenkirchen eingesetzt wurde. Ein Testwagen fuhr zwar in Saarbrücken, es kam aber nicht zum Erwerb von solchen Fahrzeugen.
Der Rückzug begann durch das Ende des Gemeinschaftsverkehrs mit der Völklinger Straßenbahn im Jahr 1958. Ein Gutachten empfahl in diesem Jahr die Stilllegung des Betriebes. Ab dem 5. November 1958 wurden auch die Linien 8, 9 und 9S durch Omnibusse ersetzt. Ursprünglich sollte die Linie Luisenthal bis Schafbrücke erhalten bleiben, doch die Stadtverwaltung beschloss stattdessen die Straßen zu verbreitern und eine Stadtautobahn einzurichten. Zwischen dem 1. September 1960 und dem 22. Mai 1965 wurden auch die verbliebenen beiden Linien 5 und 11 der Straßenbahn endgültig stillgelegt, es gab eine Abschiedsfahrt der Straßenbahn. Der Oberleitungsbus war schon 1964 wieder eingestellt und auf Omnibusbetrieb umgestellt worden.
Die Oberleitungsanlagen der Straßenbahn werden teilweise noch für die Straßenbeleuchtung benutzt. Viele Originalmasten sind noch vorhanden. In den 32 Jahren ohne Straßenbahn stieg der Verkehr der Dieselbusse stark an, somit auch der Ausstoß von Ruß, Kohlen- und Stickoxiden. Nachdem teils im Minutentakt gefahren wurde, begann man ab 1987 mit den Planungen einer Regionalstadtbahn: der Saarbahn. Ein Teil der für Straßenbeleuchtung verwendeten Oberleitungsmasten wurde erneut für die Oberleitung verwendet.